# Iveco EuroTech
Der EuroTech war ein schwerer Verteiler- und Fernverkehr-Lkw von Iveco. 1992 begann die Produktion des neuen Modells mit erheblichem Lob sowohl in Italien als auch im übrigen Europa. 1993 wurde er zum International Truck of the Year gewählt. Er wurde mit sechs verschiedenen Motoren, drei verschiedenen Konfigurationen und drei verschiedenen Kabinen produziert.

## Ausführungen

### Motoren
- Iveco 8060,45 S TCA, 5861 cm³, 167 kW (227 PS)
- Iveco 8360,46, 7685 cm³, 196 kW (266 PS)
- Iveco 8460,41 C, 9495 cm³, 220 kW (300 PS)
- Iveco 8460,41 K, 9495 cm³, 254 kW (345 PS)
- Iveco 8460,41 L, 9495 cm³, 275 kW (375 PS)
- Iveco 8210,42, 13798 cm³, 309 kW (420 PS)

### Übersetzungen
- 4x2 (180E oder 190E)
- 6x2 Sattelzugmaschine mit dritter Achse (240E)
- Sattelzugmaschine 4x2 (440E)

### Getriebe
- Iveco Getriebe mit 9 Gängen und Rückwärtsgang
- TS11612 und TS13612-Eaton Fuller 12 Gänge und 3 Rückwärtsgänge
- ZF 16S151 16S221 16 Vorwärtsgänge und 2 Rückwärtsgänge
- Eurotronic ZF automatische Kupplung ab 1996 nur erhältlich für die Modelle ab 375 PS

### Fahrerhäuser
- Normaldach
- Fernverkehrkabine  mit niedrigem Dach
- Fernverkehrkabine  mit Hochdach